# محطة سكة حديد جرندة
محطة جرندة هي محطة سكة حديد إسبانية ، تقع في إقليم بلدية جرندة ، في كوماركا جيرونيس ، في مقاطعة جرندة ، كاتالونيا .

## خدمة المسافرين

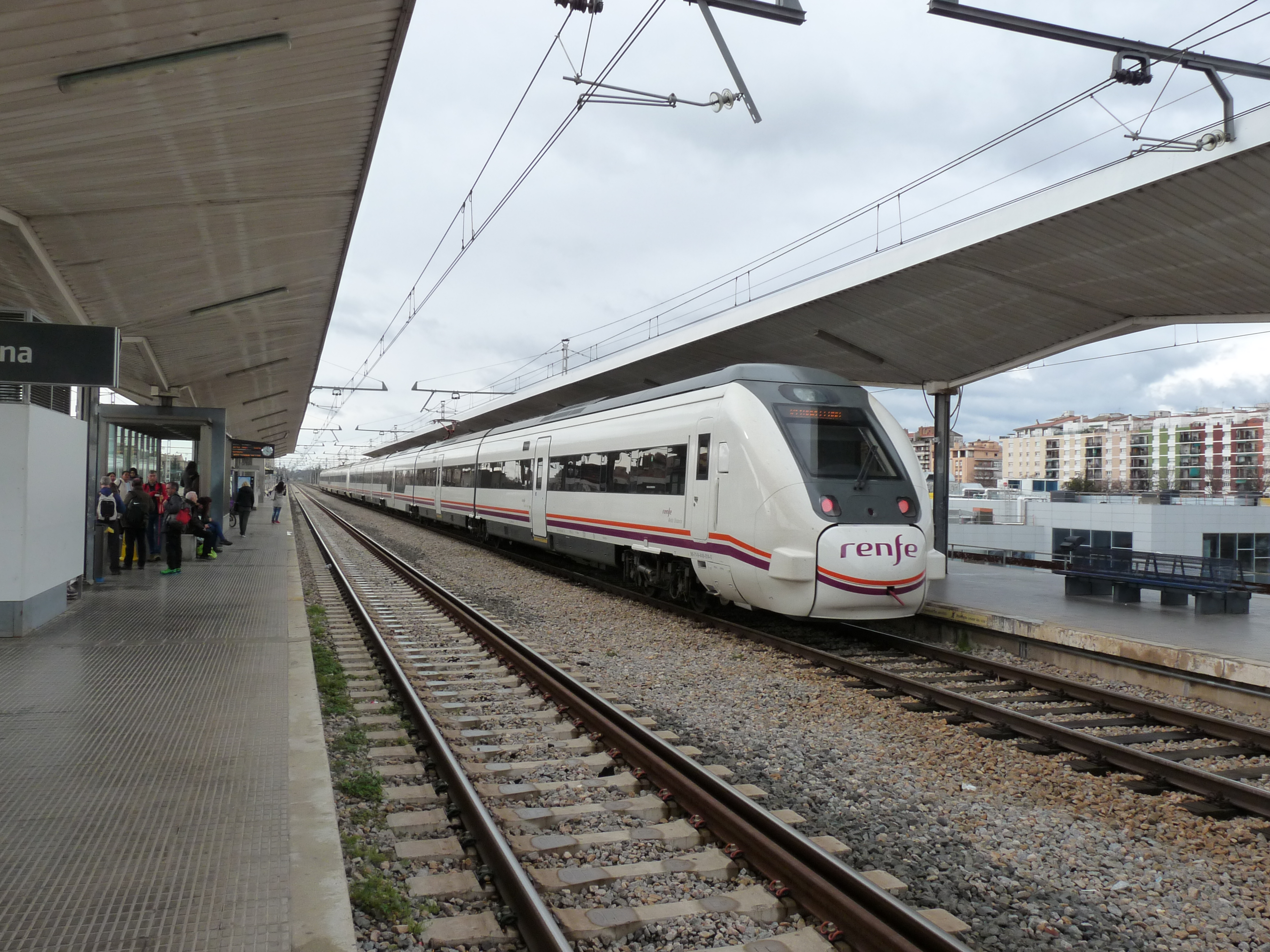
وحدة من سلسلة 449 تقدم خدمة Distancia إلى برشلونة سانتس.

تقع محطة قطار جرندة في وسط المدينة. تحتوي على مبنى كبير للركاب يقع تحت المسارات ، حيث توجد خدمات مختلفة عدادات ونقاط معلومات وغرف انتظار ومطعم والعديد من المؤسسات التجارية.

## مذكرات و مراجع
1. ↑  "Girona". www.trenscat.com (بالكتالونية). Archived from the original on 2020-08-06. Retrieved 2019-12-29.